# Gislhere
Gislhere († zwischen 781 und 787) war Bischof von Selsey. Er wurde zwischen 772 und 780 geweiht und trat sein Amt im gleichen Zeitraum an. Er starb zwischen 781 und 787.